# Мансур, Алауддин
Алаудди́н Мансу́р (20 января 1952, Кара-Суу, Ошская область — 13 октября 2020) — исламский богослов, автор перевода Священного Корана на узбекском, кыргызском, туркменском, казахском языках. Руководитель Центра изучения Священного Корана (Киргизия).

## Биография
Алауддин Мансур родился в 1952 году в семье верующих в городе Кара-Суу Ошской области. Имеет высшее богословское образование и духовный сын шейха. В 1992 году перевел на узбекский язык Коран, который издан миллионным тиражом. В 1996—1997 годах он вел на «ОшТВ» пятничную передачу «У Алауддина Мансура».